# Nordre Aker
Nordre Aker est un quartier (bydel) de la ville d'Oslo en Norvège. Avant 1948, il faisait partie de la municipalité d'Aker, dans le comté d'Akershus.

## Géographie
Nordre Aker se situe au nord d'Oslo. D'ouest en est, il est constitué des quartiers de Gaustad, Øvre Blindern, Ullevål Hageby, Sogn, Kringsjå, Nordberg, Korsvoll, Tåsen, Ullevål, Berg, Nydalen, Storo, Frysja, Disen, Kjelsås, Grefsen et Nordre Åsen. 
Il est traversé par l'Akerselva.

## Économie
Nordre Aker est surtout un quartier résidentiel et éducatif. Il abrite le principal campus de l'université d'Oslo, ainsi que la BI Norwegian Business School à Nydalen.